# Johann Voldemar Jannsen

Monumentul lui Johann Voldemar Jannsen ridicat în localitatea Pärnu

Johann Voldemar Jannsen (grafiat și Jaan Woldemar Jensen) (n. 16 mai 1819, Vana-Vändra, Livonia (în prezent Estonia) – d. 13 iulie 1890, Tartu) a fost un scriitor și ziarist estonian, o figură centrală a mișcării naționale de redeșteptare națională a Estoniei și autorul poeziei Mu isamaa, mu õnn ja rõõm, adoptată din 1920 ca text al imnului național al Estoniei.
Numele său are o rezonanță germanică pentru că, atunci când a fost abolită iobăgia, mulți estonieni au luat numele fostului lor senior feudal, care în cazul lui Jannsen, era Voldemar.
Fiind învățător în Pärnu, Jannsen a editat publicația săptămânală Perno Postimees, al cărui prim număr a apărut 5 iunie 1857, dată ce a marcat începutul jurnalismului în limba estoniană. Jannsen a scos săptămânalul Perno Postimees până în 1863, când s-a mutat la Tartu, unde a publicat ziarul Eesti Postimees.
În iunie 1869, Jannsen a organizat la Tartu primul festival de cântece estoniene, eveniment cultural la care au participat peste 850 de persoane, urmat de un al doilea festival, în 1879.
La 1 iunie 2007, a fost dezvelit la Pärnu monumentul ridicat în memoria lui Jannsen de ziarele Parnu Postimees și Postimees, cu sprijinul guvernului estonian, pentru a marca împlinirea a 150 de ani de jurnalism în limba estoniană. Statuia în bronz, reprezentându-l pe Johann Voldemar Jannsen este creația sculptorului Mati Karmin.

## Imagini

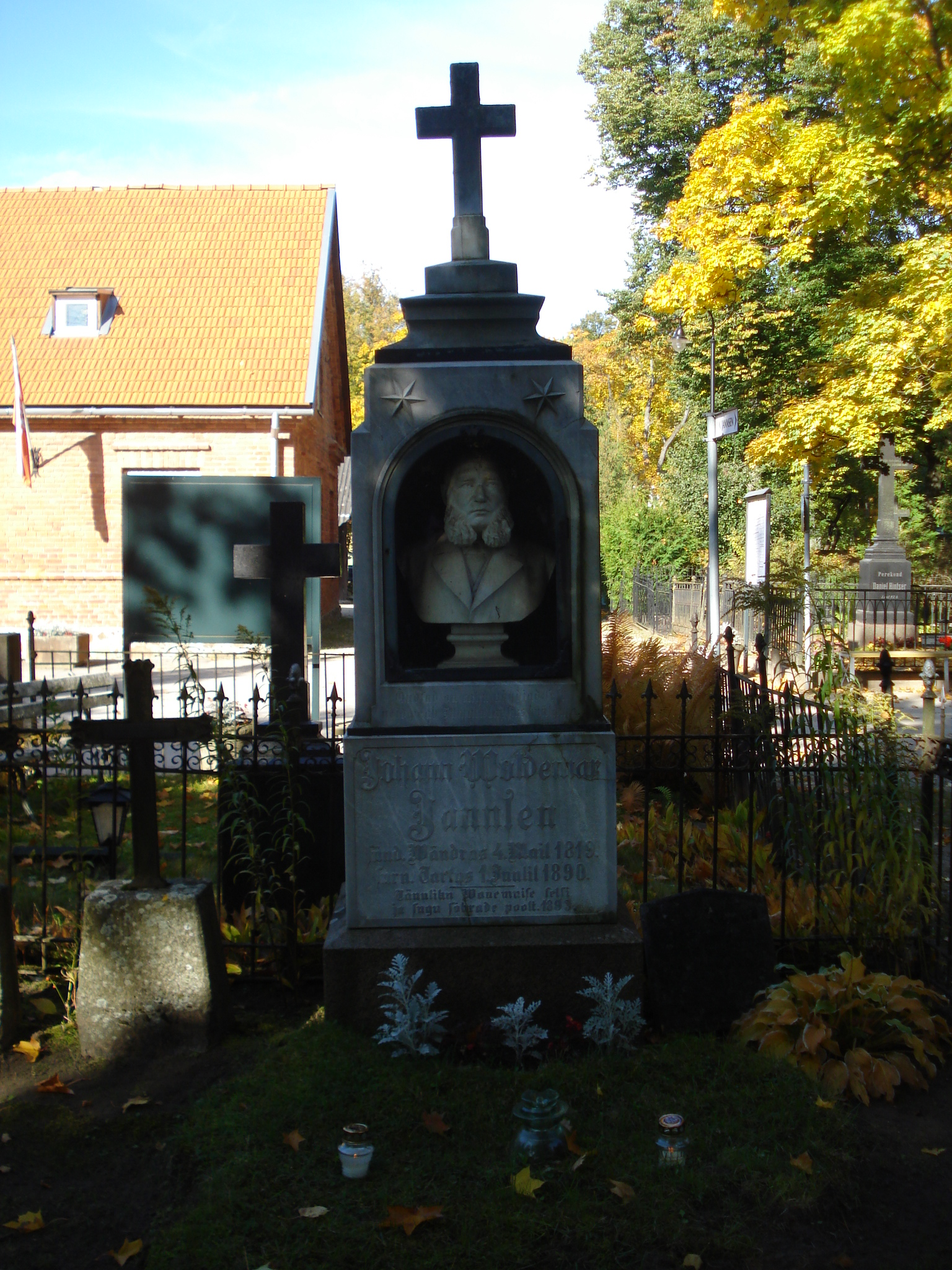
Mormântul lui Johann Voldemar Jannsen